# Ermengol III d'Urgell
Ermengol III d'Urgell, anomenat Ermengol III el de Barbastre (La Seu d'Urgell, 1032 — Barbastre, 17 d'abril de 1066), fou comte d'Urgell (1038 - 1066).

## Família
|  |                       |  |  |  |  |  |  |  |  |  |  |  |  |  |  |  |
|  | Sunyer I de Barcelona |  |  |  |  |  |  |  |  |  |  |  |  |  |  |  |
|  |                       |  |  |  |  |  |  |  |  |  |  |  |  |  |  |  |
|  |                       |  |  |  |  |  |  |  |  |  |  |  |  |  |  |  |
|  | Borrell II            |  |  |  |  |  |  |  |  |  |  |  |  |  |  |  |
|  |                       |  |  |  |  |  |  |  |  |  |  |  |  |  |  |  |
|  |                       |  |  |  |  |  |  |  |  |  |  |  |  |  |  |  |
|  | Riquilda de Tolosa    |  |  |  |  |  |  |  |  |  |  |  |  |  |  |  |
|  |                       |  |  |  |  |  |  |  |  |  |  |  |  |  |  |  |
|  |                       |  |  |  |  |  |  |  |  |  |  |  |  |  |  |  |
|  | Ermengol I d'Urgell   |  |  |  |  |  |  |  |  |  |  |  |  |  |  |  |
|  |                       |  |  |  |  |  |  |  |  |  |  |  |  |  |  |  |
|  |                       |  |  |  |  |  |  |  |  |  |  |  |  |  |  |  |
|  | Ramon III de Tolosa   |  |  |  |  |  |  |  |  |  |  |  |  |  |  |  |
|  |                       |  |  |  |  |  |  |  |  |  |  |  |  |  |  |  |
|  |                       |  |  |  |  |  |  |  |  |  |  |  |  |  |  |  |
|  | Letgarda de Tolosa    |  |  |  |  |  |  |  |  |  |  |  |  |  |  |  |
|  |                       |  |  |  |  |  |  |  |  |  |  |  |  |  |  |  |
|  |                       |  |  |  |  |  |  |  |  |  |  |  |  |  |  |  |
|  | Garsinda de Roergue   |  |  |  |  |  |  |  |  |  |  |  |  |  |  |  |
|  |                       |  |  |  |  |  |  |  |  |  |  |  |  |  |  |  |
|  |                       |  |  |  |  |  |  |  |  |  |  |  |  |  |  |  |
|  | Ermengol II d'Urgell  |  |  |  |  |  |  |  |  |  |  |  |  |  |  |  |
|  |                       |  |  |  |  |  |  |  |  |  |  |  |  |  |  |  |
|  |                       |  |  |  |  |  |  |  |  |  |  |  |  |  |  |  |
|  | Ermengol III d'Urgell |  |  |  |  |  |  |  |  |  |  |  |  |  |  |  |
|  |                       |  |  |  |  |  |  |  |  |  |  |  |  |  |  |  |
|  |                       |  |  |  |  |  |  |  |  |  |  |  |  |  |  |  |
|  | Constança de Besalú   |  |  |  |  |  |  |  |  |  |  |  |  |  |  |  |
|  |                       |  |  |  |  |  |  |  |  |  |  |  |  |  |  |  |
|  |                       |  |  |  |  |  |  |  |  |  |  |  |  |  |  |  |

Fou fill d'Ermengol II d'Urgell i la seva muller Constança de Besalú, i succeí el seu pare al comtat d'Urgell a la seva mort el 1038.
Es casà en primeres núpcies, vers el 1050 amb Adelaida de Besalú, filla de Guillem I de Besalú i tia seva.
- Ermengol IV d'Urgell (1056 - 1092), comte d'Urgell
- Isabel d'Urgell (?-v1071), casada vers el 1065 amb Sanç I d'Aragó i Pamplona i el 1071 amb Guillem I de Cerdanya

Es casà en segones núpcies, vers el 1055, amb Clemència de Bigorra, filla de Bernat II de Bigorra. Tingueren tres fills:
- Berenguer
- Guillem
- Ramon

Es casà en terceres núpcies, vers el 1065, amb Sança d'Aragó, filla de Ramir I d'Aragó i d'Ermessenda de Bigorra. D'aquesta unió en nasqué una filla: 
- Sança d'Urgell, casada amb Hug II d'Empúries

## Biografia
A la mort del seu pare, Ermengol III només tenia cinc anys. La seva mare, la comtessa Constança de Besalú va assumir la regència del territori i la criança del seu fill instal·lada i retirada en un lloc molt segur del comtat per mantenir la seguretat del nou comte. Durant la seva minoria, Ermengol va assistir a la consagració de la catedral de la Seu d'Urgell, amb la seva mare, que va presidir l'acte, i els bisbes d'Urgell, Barcelona, Roda i Elna.
Va ser un fidel aliat del seu cosí Ramon Berenguer I de Barcelona. Amb ell va compartir el procés d'erosió que va patir l'autoritat comtal davant del poder creixent dels comdors o principals senyors del comtat. Pel seu compromís amb el comte barceloní, ambdós senyors es van repartir les conquestes comunes. Així, Ermengol III va ocupar les poblacions de Camarasa i Cubells, que van prendre a l'emir Yússuf de Làrida l'any 1050. En 1058 va signar amb Ramon Berenguer I de Barcelona un acord per atacar l'emirat de Saraqusta, en virtut del qual va conquerir Pilzà i Estanya amb Arnau Mir de Tost.
Després de casar-se amb Sança d'Aragó, Ermengol va col·laborar amb el seu cunyat Sanç Ramires en la presa de Barbastre el 1064, de la qual va rebre la senyoria. Va morir defensant-la dels atacs musulmans el 17 d'abril de 1066. La seva mort va provocar una nova minoria al comtat d'Urgell. Sança d'Aragó fou la que s'encarregà de la regència en favor d'Ermengol IV.